# Navillera
Navillera (나빌레라?, NabilleraLR; lett.) è una serie televisiva sudcoreana trasmessa su tvN dal 22 marzo al 27 aprile 2021, tratta dall'omonimo webtoon scritto da Jun e illustrato da Ji-min tra il 2016 e il 2017. Internazionalmente è distribuita da Netflix.

## Trama
Shim Deok-chul è un postino settantenne ormai in pensione che, nonostante l'opposizione della sua famiglia, decide di realizzare il desiderio di tutta la sua vita: imparare il balletto. A scuola conosce Lee Chae-rok, un ballerino ventitreenne con problemi economici che medita di lasciare la danza e che cambia idea dopo il suo incontro con Deok-chul.

## Personaggi e interpreti
- Shim Deok-chul, interpretato da Park In-hwan
- Lee Chae-rok, interpretato da Song Kang
- Choi Hae-nam, interpretata da Na Moon-hee
- Shim Eun-ho, interpretata da Hong Seung-hee